# Ernst Fast
Ernst Robert Efraim Fast (* 21. Januar 1881 in Stockholm, Schweden; † 26. Oktober 1959 in Husby-Ärlinghundra, Schweden) war ein schwedischer Leichtathlet und Medaillengewinner bei Olympischen Spielen.
Fast war von Beruf Elektriker und arbeitete im Jahr 1900 während der Weltausstellung in Paris (Exposition Universelle et Internationale de Paris) beim schwedischen Ausstellungspavillon. Dabei erfuhr er von sportlichen Wettbewerben der Ausstellungsleitung, die Bestandteil der Olympischen Sommerspiele 1900 waren. Als talentierter Langstreckenläufer entschloss sich Fast kurzerhand für eine Teilnahme am Marathonlauf.
Fast war in Schweden ein bereits erfolgreicher Läufer und Mitglied des Sundbybergs IK. 1899 gewann er den nationalen Titel von Schweden im 10.000-Meter-Lauf. Bereits 1898 nahm er als 17-Jähriger am Marathonlauf in Kopenhagen teil, der seit 1896 zu den ersten Veranstaltungen dieser Art weltweit zählte. Bei dem 1898 als erste dänische Meisterschaften ausgetragenen Lauf errang Ernst Fast mit 3:11:31 h den vierten Platz.
Der olympische Marathonlauf in Paris fand am 19. Juli 1900 bei Temperaturen bis 39 °C statt. Es handelte sich dabei um den heißesten Lauf der olympischen Geschichte. Zudem war der Lauf überschattet von einer äußerst schlechten Organisation, von der Ernst Fast selbst betroffen war. Nach 2,6 Kilometern führte die Strecke aus dem Bois de Boulogne auf eine große Runde im Uhrzeigersinn um den Stadtkern von Paris. Es fehlte jegliche Streckenmarkierung und die nur spärlich vorhandenen Streckenposten waren ungenügend informiert. In Führung liegend wurde Fast von einem Polizisten in die falsche Richtung geleitet. Fast bemerkte den Fehler erst nach mehreren hundert Metern, die er alle wieder zurücklaufen musste. Eine der vielen Legenden um diesen Marathonlauf handelt von dem unglücklichen Polizisten Pierre Vendreau aus Marseille, der sich wegen dieses Missgeschicks am folgenden Tag das Leben genommen habe.
Fast konnte zur Spitze wieder aufschließen, erlitt nach der Hälfte der Distanz jedoch Wadenkrämpfe. Trotz gelegentlicher Gehpausen lag er nach 30 Kilometern noch immer an dritter Stelle und sollte diesen Platz auch bis ins Ziel halten können. Sein Rückstand auf den Sieger betrug über 37 Minuten, andererseits betrug sein Vorsprung auf den Vierten mehr als 23 Minuten. Fast war der jüngste Marathonläufer der olympischen Geschichte, der einen der ersten drei Plätze belegte.
Die Platzierungen bei Olympischen Spielen für Ernst Robert Efraim Fast:
- II. Olympische Sommerspiele 1900, Paris
  - Marathon – BRONZE mit 3:37:14 h (Gold an Michel Théato, LUX mit 2:59:45 h; Silber an Émile Champion, FRA mit 3:04:17 h)

1902 beteiligte sich Ernst Fast wieder in Kopenhagen an den dänischen Meisterschaften im Marathonlauf und wurde Sieger in 2:50:30 h, was bis dato die schnellste Zeit eines schwedischen Läufers über eine solche Streckenlänge bedeutete. 1904 gewann er erneut den nationalen Titel von Schweden im 10.000-Meter-Lauf.
Ernst Fast starb mit 78 Jahren in dem kleinen Ort Husby-Ärlinghundra wenige Kilometer nördlich von Stockholm.